# مهاجر-4 (طائرة بدون طيار)
مهاجر 4: هي طائرة بدون طيار إيرانية الصنع. فهي الجيل الرابع لعائلة طائرات مهاجر التي بدأ بناء النموذج الأول منها خلال حرب الخليج الأولى تحت اسم مهاجر-1. ان طائرة مهاجر-4 بدون طيار، هي طائرة إستطلاعية لها القدرة على إجراء المسح الجوي بدقة وفعالية عالية حيث يمكن الإعتماد عليها بصورة كاملة لتهيئة الخرائط الجوية. وهي صالحة للإستخدام العسكري وغير العسكري، حيث تم تجهيزها بصاروخ أرض-جو من طراز الصواريخ المحمول على الكتف، يوجه بالأشعة تحت الحمراء وهو صاروخ ميثاق-1 وله قابلية الإطلاق جو-جو أيضاً. ان لهذه الدرون قابلية كشف الأهداف وتحديدها على بعد 150 كيلومتر. مع قدرة على البقاء في الجو مدة 7 ساعات، وارتفاع يصل إلى 4500 متر، وسرعة تحليق 180 كيلومتر في الساعة. وتم بناء هذه الطائرة المسيرة على أيدي الخبراء الإيرانيين بالتعاون مع الجامعات الإيرانية. يُذكَر أن جمهورية إيران تمتلك وتُدِير برنامجاً للطائرات بدون طيار منذ عدة عقود. وتُعَد إيران إلى جانب كلً من روسيا والصين والولايات المتحدة وإسرائيل من أكبر مصنعي الطائرات بدون طيار في العالم. والطائرات الإيرانية المسيرة والموجهة عن بعد هي تلك التي تمتلكها جمهورية إيران وذلك لإستخدامها في عمليات مهام المراقبة والإستطلاع في نطاقات لا تقل عن 200 كيلومتر، وكذلك استخدام هذه الطائرات لضرب أهداف أرضية فردية باستخدام القنابل والصواريخ الموجهة. حيث أن خصائص الطائرات بدون طيار من ناحية حجم ووزن وأجهزة الإستشعار، وتجهيزاتها القتالية، حولتها إلى أهم أحتياجات ومتطلبات العمليات القتالية بالنسبة لإيران.

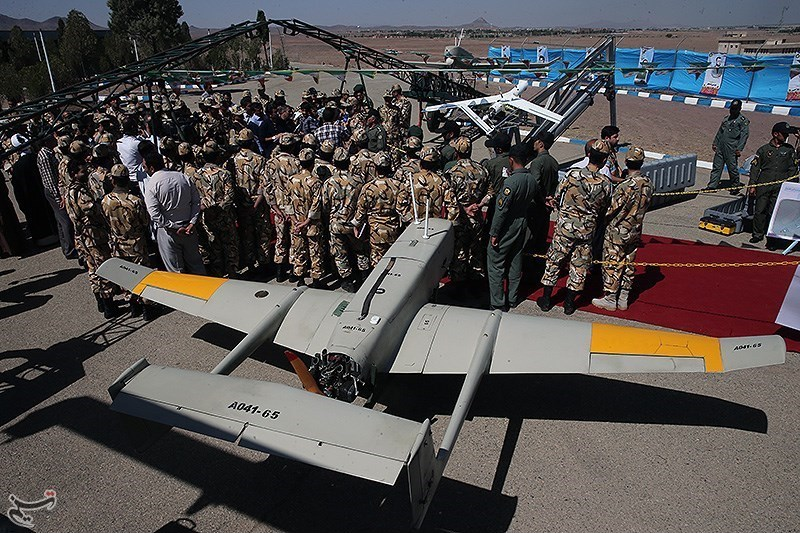
طائرة مهاجر 4، وهي الجيل الجديد من عائلة طائرات مهاجر المسيرة إيرانية الصنع

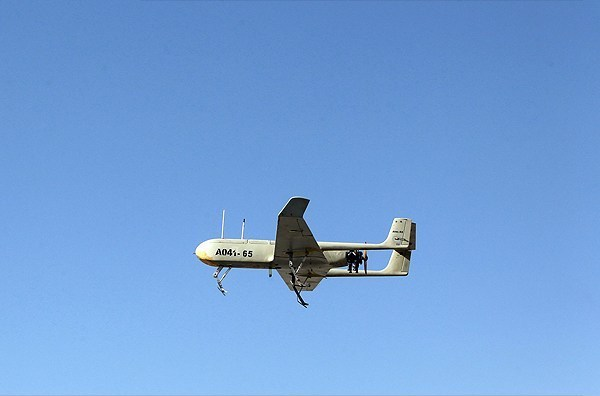
طائرة مهاجر 4 بدون طيار

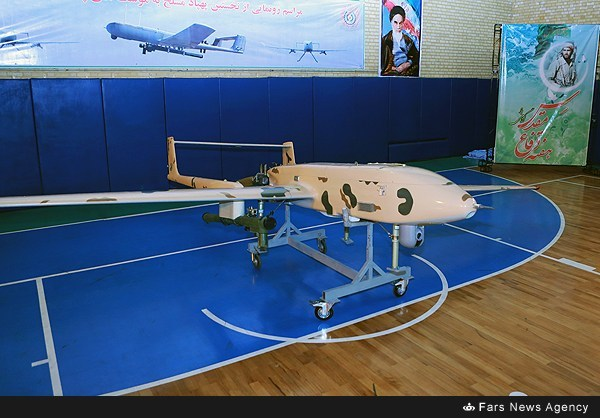
النموذج الجديد من طائرة مهاجر-4 والذي يعرف بمهاجر 4-B أو صادق

## الإعلان الرسمي
أعلنت جمهورية إيران سنة 2014م عن طائرة مسيرة تابعة لعائلة طائرات مهاجر أطلقت عليها اسم مهاجر-4. والتي تُعَد الجيل الرابع لهذه السلسلة من الطائرات المسيرة. جاء الكشف عن هذه الطائرة بدون طيار وكذلك طائرة كرار-4 بالإضافة إلى نوعين من صواريخ كروز الجديدة وهي قدير ونصر بصير بحضور الرئيس الإيراني حسن روحاني ووزير الدفاع حسين دهقان.

## نبذة عن عائلة طائرات مهاجر المسيرة
خلال الحرب (العراقية الإيرانية)، وضِعت أولى الدراسات لطائرة من دون طيار من قِبَل الجامعات الإيرانية، حين كانت إيران بحاجة إلى معدات لمراقبة وجمع المعلومات عن تحركات القوات العراقية. وقد بُنيَت أربع نماذج أولية سميت مهاجر 1 عام 1981م، حيث لَعِبَت في البداية دوراً في مراقبة وتصوير خطوط الجبهة العراقية، وحتى نهاية الحرب العراقية - الإيرانية كان قد تم إنجاز 619 طلعة جوية. بعد الاستخدام الناجح للمهاجر 1، باشرت جمهورية إيران بتطوير نسخة بقدرات أكبر، فتم تصنيع مهاجر 2 ومهاجر 3 إلى أن أبصر (مهاجر 4) النور، وهو من جيلٍ جديد، حيث أُعيد تصميم البدن بالكامل وتم تركيب كاميرات متطورة وإمكانيات التصوير الليلي، إضافةً إلى زيادة المدى والقدرة على التحمل أكثر من النسخ الأولى. ولم يمضِ وقتاً طويلاً حتى تم تجهيز أول أنموذج من هذه الطائرات أي «مهاجر» بعدد من قاذفات RPG وفي الواقع فإنها كانت التجربة الأولى لإيران في استخدام بهباد، في عملياتها الدفاعية في تلك الفترة.

## المواصفات
تستطيع طائرة مهاجر 4 الطيران لمدة سبع ساعات، فيما يبلغ شعاع عملها حوالي 150 كيلومتر. وسرعتها القصوى تصل إلى 200 كيلومتر بالساعة، وتستطيع التحليق لارتفاع يصل إلى 15000 قدم أي ما يقارب 4500 متر. وهذا يشير إلى تحسين مستوى تحليق الطائرة بنسبة 36% مقارنةً بطائرة مهاجر-2 و3 التي يبلغ إرتفاع طيرانها 11 ألف قدم. يبلغ طول الطائرة مترين و87 سنتم وارتفاعها الإجمالي متراً واحداً، اما باع جناحيها فأقل من أربعة أمتار بقليل. الوزن الأقصى للطائرة يبلغ 175 كلغ. كما وتتميز الطائرة بمقطع محدود يقلل من تعرضها لأمواج الرادارات إلى جانب نحافة مقدمة الطائرة ما يساعدها على التحليق بسهولة من المدرج والحد من مقاومة الهواء.

## التصميم
ان طائرة مهاجر 4 مصنوعة أساساً، من المواد المركبة، ذات الوزن الخفيف، والتي تتحمل الصدمات. كما أن بصمتها الرادارية ضئيلة نسبياً. وتُستعاد الطائرة بواسطة زحافات بطنية، والتي تقلل من وزن الطائرة. وقد حققت طائرة مهاجر-4 الأداء المطلوب باعتماد أجنحة حادة مما قلل من مقاومة الهواء والحد من إستهلاك الوقود، وبالتالي زيادة مدى الطيران. وتتميز هذه الطائرة بامتلاكها جناحين غير مستدقين، مركبَين في وسط الهيكل. جسم الطائرة يشبه الصاروخ، ويحمل في الذيل محرك كباسي يولد 25 حصان، تؤازره مروحة دافعة، بشفرتين. وللطائرة ذيل، يخرج من الجناحين، على شكل ذراعين ثنائيين. وثمة زعنفتان، ودفتان، يصل بينهما سطح ذيلي أفقي. كما تم نصب الجناحين أسفل هيكل الطائرة لتقليل المقطع العرضي الراداري لها، كما وان شكل سطح الطائرة من الأمام يساعدها على سرعة وسهولة الإقلاع من المدرج جراء تقليل مقاومة الهواء. في الواقع ان مهاجر-4 هي نسخة مطورة من مهاجر -2 و 3 لاسيما في تغيير شكل الأجنحة حيث تم الإستفادة من أجنحة شبه منحرفة والتي تعزز من صلابة الأجنحة وتوسيع مساحتها مما يساعدها على سهولة الإقلاع وزيادة وزن تجهيزاتها.

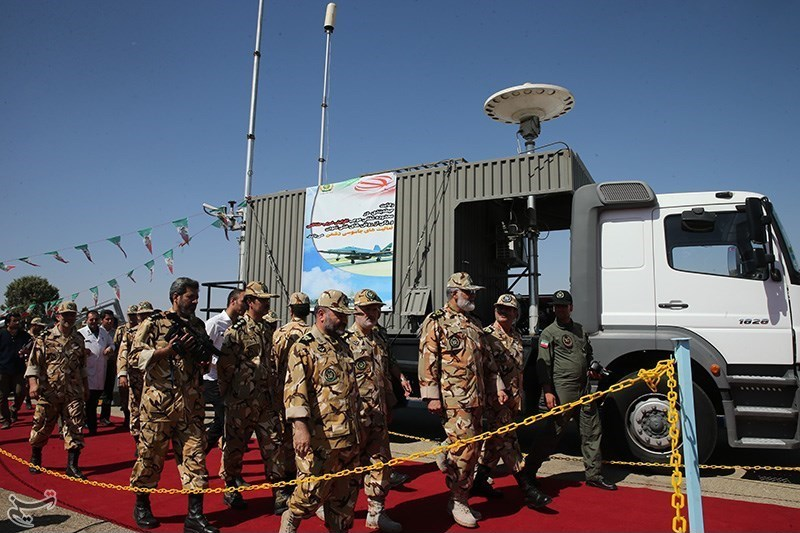
محطة مراقبة أرضية لمهاجر 4

## تقنية الطائرة
ان تقنية هذه الطائرة تساعد وحدات الجيش على إدارة مسرح العمليات ومطاردة قوات العدو، وتحديد أماكنها من خلال التصوير والبث المباشر لتجمعاتهم أو الدخول إلى موجات إتصالاتهم، بالإضافة إلى تحديد مواقع مدفعية العدو وتوجيه نيران القوات المدافعة وتصوير مواقع الوحدات المعادية، بالإضافة إلى إمكانية مواجهة الحرب الإلكترونية فضلاً عن إمكانية الإستفادة منها في مراقبة المناطق الحدودية وتهيئة خرائط المسح الجغرافي لهذه المناطق. وتقوم مهاجر 4 بتصوير المواقع عبر كامرتين الأولى في المقدمة (FLTV)، والثانية التي تختص بتصوير المواقع السفلى للطائرة وهي من طراز (DLTV).

## الطيران
ان هذه الطائرة بدون طيار تُطلَق في بداية مهمتها من على سكة مركبة على شاحنة بواسطة غاز مضغوط فيما تُستعاد بواسطة زحافات بطنية. ويمكن إستعادتها بواسطة مظلة. ونظراً لمدى طيران هذه الطائرة فإنها تُدار بواسطة محطة القيادة التي تتواصل مع الطائرة عبر وصلة بيانات ترسل المعلومات إلى نظام كمبيوتر يقيم موقف الطائرة عبر مراقبة المحركات والسرعة ومعدل إستهلاك الوقود ويعالج كل المعطيات الميدانية التي تقدمها الطائرة بالإستفادة من منظومة (GPS). أي انها تدار بصورة شبه أوتوماتيكي أو اوتوماتيكي كامل. وتتمكن القيادة الأرضية إجراء تغييرات على مهمة الطائرة. زُوِدت الطائرة «مهاجر 4» بنظام تحديد المواقع العالمي، الذي يعمل من خلال الأقمار الصناعية، وتحمل كاميرا تعمل بالأشعة تحت الحمراء إضافةً لمعالج رقمي، يسمح بإرسال الصور إلى مركز القيادة والتحكم في نفس وقت إلتقاط الصور. كما تحمل جهاز ترحيل الاتصالات اللاسلكية، وإعادة الإذاعة، كما تستطيع مواجهة الإجراءات الإلكترونية المضادة (ECM).

## التسليح
ان طائرة مهاجر-4 صالحة للإستخدام العسكري وغير العسكري، حيث يمكن لها ان تلعب دوراً كبيراً في مجالات الدفاع ومجالات تطوير البلد أيضاً. وجُهز مهاجر-4 بصاروخ أرض-جو من طراز الصواريخ المحمول على الكتف، يوجه بالأشعة تحت الحمراء وهو صاروخ ميثاق-1 وله قابلية الإطلاق جو-جو أيضاً.

## نماذج أخرى

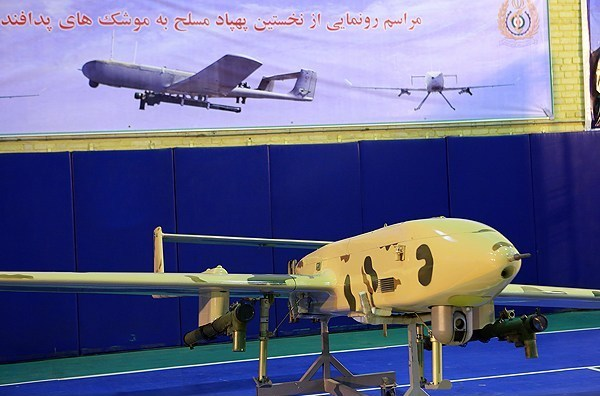
طائرة مهاجر 4-B الإعتراضية

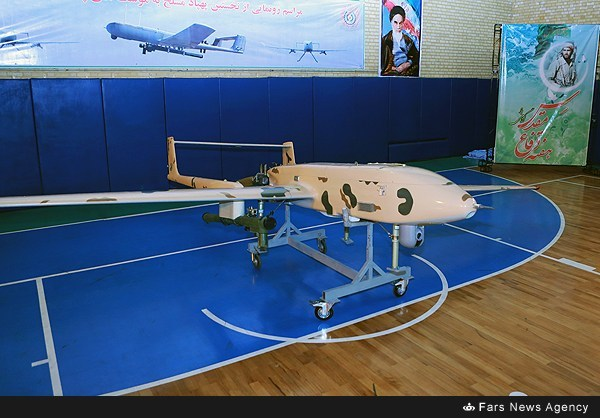
طائرة مهاجر 4-B بدون طيار

النموذج الجديد من طائرة مهاجر-4 وبحسب الصور والمعلومات التي نُشِرَت عن معرض الإنجازات الدفاعية لوزارة الدفاع الإيرانية تشير إلى ان الجيل الجديد من طائرة مهاجر- 4 بدون طيار يدعى بهباد (صادق-1) أو (مهاجر 4-B). والتي تُعتبَر نموذج إعتراضي مطور عن طائرة مهاجر 4. وقد تم الكشف عن بهباد صادق-1 في اليوم الثاني من إسبوع «الدفاع المقدس» وتم تجهيزها بصاروخين من طراز «ميثاق-1». يوجد في مقدمة الجيل الجديد من طائرة مهاجر-4 بالإضافة إلى منظومة التصوير الجوي السفلي، كاميرا لأخذ الصور تم تركيبها في أسفل ومنتهى مقدمة الطائرة حيث تم نصبها على سكة ثابته للإستطلاع، ولهذا يمكن القول ان الأجهزة التي تم تركيبها على الجيل الجديد من مهاجر-4 تزيد 50 كغم على الأقل من مهاجر-4 الإعتيادي.
- الإختلاف بين مهاجر 4 وطائرة (مهاجر 4-B)

ان تصميم هيكل طائرة (مهاجر 4-B)، الجيل الجديد من مهاجر 4 يشير إلى تغيير في مقدمة الطائرة والقسم الخلفي لهيكل الطائرة بعد نصب أجنحتها مقارنةً مع طائرة «مهاجر-4» بالإضافة إلى تغيير جانب المحرك. من التغييرات الأخرى التي طرأت على طائرة مهاجر-4، هي زيادة طفيفة في طول مقدمة الطائرة بعد نصب الأجنحة وكذلك تغييرات طفيفة في تصميم أقسام من ذيل الطائرة ومحل إتصالها بالإجنحة.ان إجراء تغييرات في شكل هيكل الطائرة، ساعد على تحسين إنخفاض حرارة المحرك. كما وتم تغيير الموقع الرأسي لنصب الأجنحة، حيث تم نصب الأجنحة في الجيل الجديد من مهاجر-4 في الوسط، فيما النموذج الحالي يلاحظ بأن الأجنحة نُصِّبَت إلى الأسفل. ان هذه الميزة تساعد الطائرة على تخفيض سرعة طيرانها وبالتالي تمنحها فرصة أطول للإستطلاع. كما وتم تغيير تصميم مقدمة الطائرة، والذي ساعد على الحد من مقاومة الهواء، كما تم حذف الزعانف الموجودة في نهاية أجنحة «مهاجر-4» وفي المقابل تم توسيع مقدمة الأجنحة مما يعزز من إمكانيات التحليق في الجيل الجديد.
- تسليح طائرة (مهاجر 4-B) بصواريخ ميثاق:

لقد تم تسليح الجيل الجديد من طائرة مهاجر-4 بدون طيار الإعتراضية بصواريخ جو-جو والتي تُعتبَر من أول الطائرات الإعتراضية بدون طيار التي تملك إمكانية تنفيذ العمليات الهجومية ومواجهة الأهداف الجوية بكفاءة عالية.
- كاميرات التصوير لطائرة صادق-1 أو (مهاجر 4-B):

لقد عَمِدَ المتخصصون والخبراء الإيرانيين في مؤسسة الجغرافية والصناعات الجوية التابعة لوزارة الدفاع وبالتعاون مع الجامعات الإيرانية إلى نصب كاميرات متطورة للمسح الجغرافي تتسم بدقة متناهية من أجل توسيع وتطوير إمكانياتها في هذا المجال مقارنةً مع طائرة مهاجر-4. وتم نصب منظومة تصويرية جديدة متطورة في هذا البهباد من طراز مشكاة-1 أو ساعد-4 التي لها كاميرا لها قابلية التصوير بصورة مجزئة وكاميرا فيديو لأخذ الأفلام في الأسفل. ان (ساعد-4) هي منظومة تصويرية جوية، وتتكون من كاميرا «ديجيتال» في مقدمة الطائرة وأخرى ركبت في أسفلها لإلتقاط الصورة للمواقع التي تقع أسفل الطائرة. وتمتلك منظومة ساعد-4 نظام تحكم تصويري متطور حيث يمكن تشغيلها أو إطفاءها حسب الحاجة بالإضافة إلى إمكانية التصوير الأوتوماتيكي. ونظراً لأن كاميرا التصوير لها مساحة محددة فلقد تم تركيب كاميرا فيديو «ويزور» لأخذ أفلام المواقع التي تحلق الطائرة فوقها وتتمتع بامكانية التصوير (Z/W). اما (منظومة مشكاة) التصويرية فتُستَخدَم لأخذ صورة كبيرة الأحجام (Panoramic) يستفاد منها في عمليات إستطلاع منطقة واسعة. وتستطيع الطائرة من خلال التحليق مرة واحدة فوق المواقع المنشودة وإلتقاط صور عرضها تعادل 3 أضعاف طول إتجاه تحليق الطائرة وبأفق مرئي إلى 110 درجة. ان هذه المنظومة تتكون من كاميرا تصوير ديجيتال رقمية متطورة جداً لها قدرة فائقة على تفكيك الصور بالإضافة إلى كاميرا فيديو (DLTV) لتصوير المواقع التي تحلق الطائرة فوقها من طراز (DLTV). ويتم تخزين الصور الملتقطة في ذاكرة مقاومة للضربات وبعد هبوط الطائرة، يتم إستخلاص المعلومات من هذه الصور بواسطة جهاز مخصوص لهذه المنظومة.

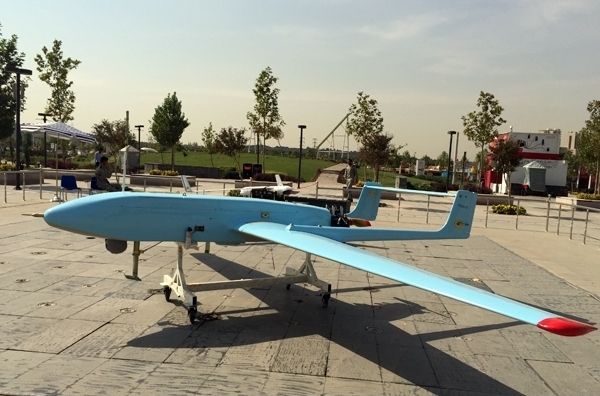
طائرة مهاجر 4-B، أو كما يطلق عليها طائرة صادق-1 المسيرة خلال عرضها بأحد معارض الأسلحة بإيران

## مشاركة مهاجر 4-B في مناورات ذو الفقار
شاركة طائرة مهاجر 4-B، إحدى نماذج طائرة مهاجر-4 سنة 2021م في مناورات ذو الفقار، حيث نفذت هذه الطائرة إلى جانب طائرة أبابيل-3 بنجاح عملية عسكرية كاملة ضد العدو الوهمي. بالإضافة إلى ذلك فقد استخدمت القوات المسلحة الإيرانية في مناورات ذو الفقار، أحدث تقنيات السلاح الإيراني المعروفة كطائرة «أراش» المسيرة الفريدة.
والتي لها القدرة على الطيران لمسافة 2000 كيلومتر، وتقلع من قاذفة مثبتة على هيكل سيارة، وتستطيع تدمير أهداف في مختلف المناطق والتضاريس. يذكر ان مناورات ذو الفقار 1400 إنطلقت في الشهر الحادي عشر 2021م بمشاركة وحدات من القوات البرية والجوية والبحرية والدفاع الجوي. وقد إمتدت مساحة المناورات البحرية الضخمة في منطقة تزيد مساحتها عن مليون كيلومتر مربع، وتنتشر في شرق مضيق هرمز وبحر عمان إلى شمال المحيط الهندي. 

## رصد المدمرة الأمريكية
ان من الفوائد الأخرى التي تعود على طهران من استخدام هذه الطائرة هو مراقبة الأساطيل الأمريكية والغربية المتواجدة في الخليج العربي. ففي عام 2019م تمكنت طائرة مهاجر-4 من رصد وتصوير إحدى المدمرات الأمريكية. حيث نشر جهاز الحرس الثوري الإيراني مشاهد عن رصد المدمرة الأمريكية (يو اس اس بوكسر) إلتقطتها الطائرة المسيرة من طراز «مهاجر-4». وعرضت العلاقات العامة للحرس الثوري مقاطع فيديو للمدمرة الأمريكية التي التقطتها الطائرة الإيرانية المسيرة «مهاجر-4» وعادت سالمة إلی قاعدتها الجوية في إيران. وبث التليفزيون الإيراني، مقطع فيديو يظهر رصد طائرة إيرانية مسيرة من طراز «مهاجر-4» للمدمرة الأمريكية. يشار إلى أن قناة (برس تي في) الإيرانية نشرت مقطع فيديو حي، لما صورته الطائرة الإيرانية المسيرة، التي تؤكد أنها عادت سليمة إلى القواعد الإيرانية.

## الاستخدام الخارجي
سوريا:
فقد أكدت مصادر غربية أن سوريا حصلت على طائرات مهاجر 4 بدون طيار، إيرانية الصنع. وقد تمكن بعض الهواة من إلتقاط صورة لهذه الطائرة فوق قرية كفر بطنا في ريف دمشق، وفق ما قاله موقع غربي متخصص نشر صوراً للطائرة. وأشار الموقع إلى أن تقنية هذه الطائرات تساعد وحدات الجيش السوري على إدارة مسرح العمليات ومطاردة المسلحين وتحديد أماكنهم من خلال التصوير والبث المباشر لتجمعاتهم أو الدخول إلى موجات إتصالاتهم.
 أفغانستان:
فقد تم استعمال مهاجر 4 خلال الحرب الأهلية في أفغانستان سنة 1990م، حيث تم الإبلاغ عن طائرات بدون طيار من نوع مهاجر 4 كانت جمهورية إيران قد أرسلتها لمراقبة الوضع على الحدود المضطربة.
 إسرائيل:
ففي 7 نوفمبر 2004م تم إستعمالها من قبل حزب الله الذي أرسل طائرة مهاجر 4 إلى شمال إسرائيل لمدة 5 دقائق. حيث دخلت الطائرة المجال الجوي الإسرائيلي بسرعة 100 عقدة وعلى إرتفاع حوالي 1000 قدم، وحلقت لفترة وجيزة فوق المدينة الساحلية نهاريا.

## معرض الصور

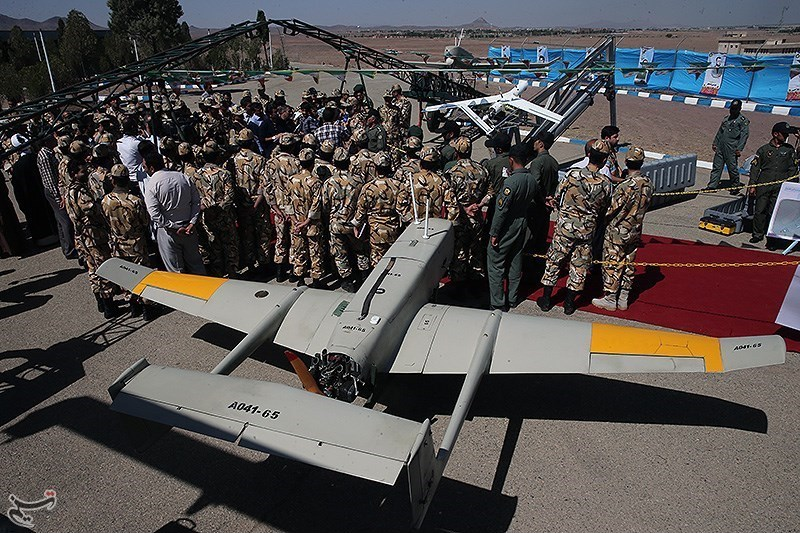
طائرة مهاجر 4، وهي الجيل الجديد من عائلة مهاجر المسيرة

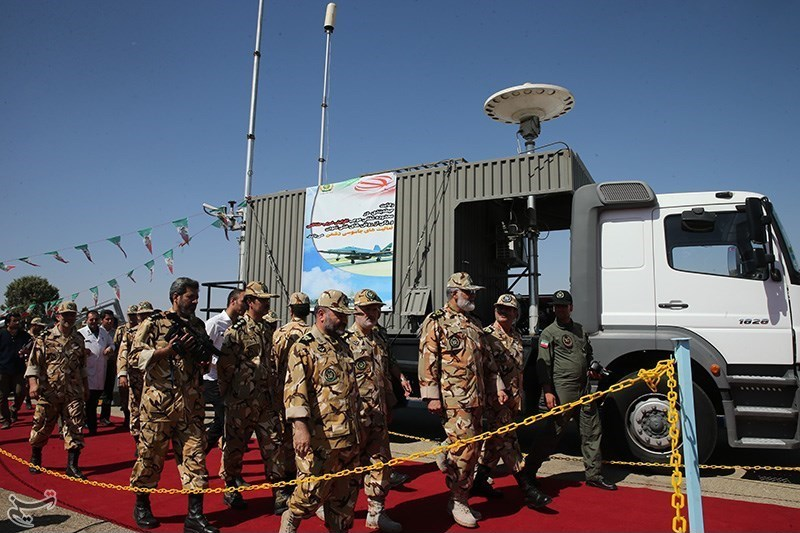
محطة مراقبة أرضية لمهاجر 4

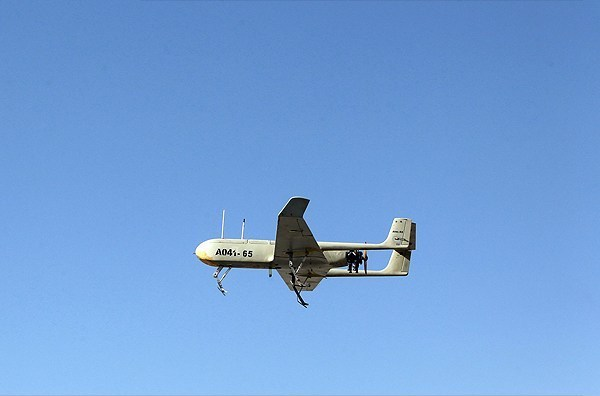
طائرة مهاجر 4 بدون طيار

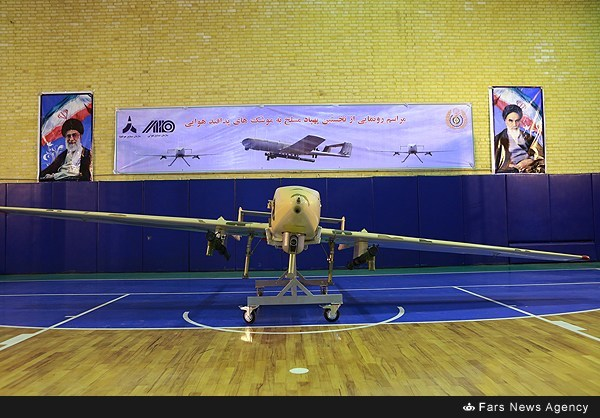
طائرة مهاجر 4-B

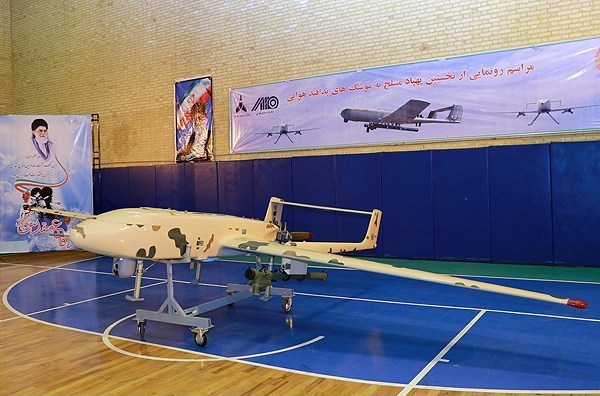
طائرة مهاجر 4-B

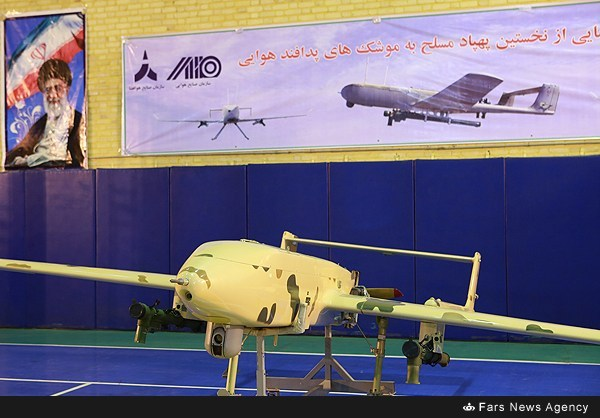
طائرة مهاجر 4-B

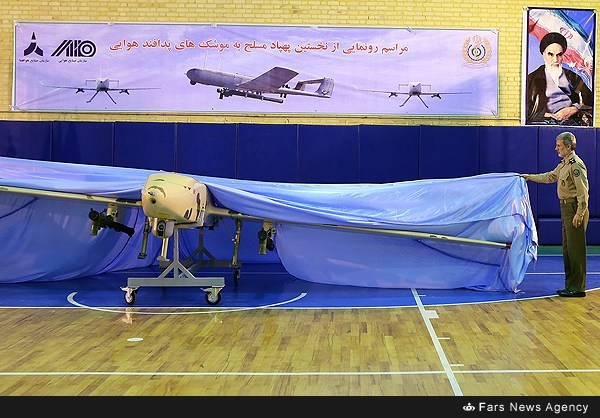
طائرة مهاجر 4-B

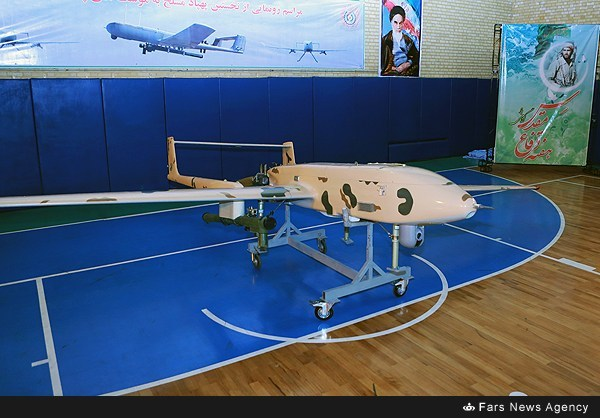
النموذج الجديد من طائرة مهاجر-4 والذي تعرف بمهاجر 4-B أو صادق

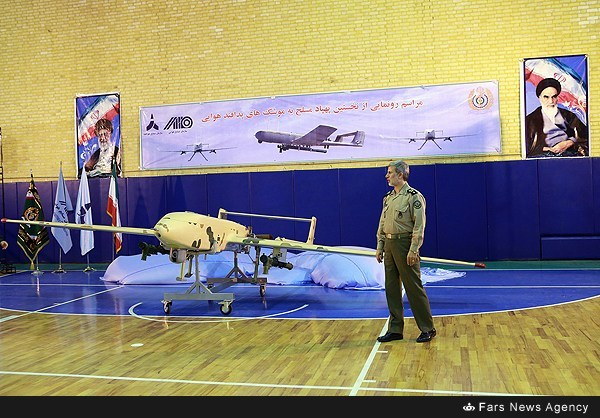
طائرة مهاجر 4-B